# Список астероїдів (174701—174800)
| Назва               | Тимчасове позначення | Дата відкриття    | Місце відкриття           | Відкривач                     |
| ------------------- | -------------------- | ----------------- | ------------------------- | ----------------------------- |
| (174701) 2003 UV77  | 2003 UV77            | 17 жовтня 2003    | Обсерваторія Кітт-Пік     | Spacewatch                    |
| (174702) 2003 UX81  | 2003 UX81            | 18 жовтня 2003    | Обсерваторія Кітт-Пік     | Spacewatch                    |
| (174703) 2003 UR91  | 2003 UR91            | 20 жовтня 2003    | Обсерваторія Кітт-Пік     | Spacewatch                    |
| (174704) 2003 UW97  | 2003 UW97            | 19 жовтня 2003    | Обсерваторія Кітт-Пік     | Spacewatch                    |
| (174705) 2003 UG100 | 2003 UG100           | 19 жовтня 2003    | Паломарська обсерваторія  | NEAT                          |
| (174706) 2003 US102 | 2003 US102           | 20 жовтня 2003    | Обсерваторія Кітт-Пік     | Spacewatch                    |
| (174707) 2003 UP103 | 2003 UP103           | 20 жовтня 2003    | Паломарська обсерваторія  | NEAT                          |
| (174708) 2003 UA104 | 2003 UA104           | 17 жовтня 2003    | Станція Андерсон-Меса     | LONEOS                        |
| (174709) 2003 UK112 | 2003 UK112           | 20 жовтня 2003    | Сокорро (Нью-Мексико)     | LINEAR                        |
| (174710) 2003 UX113 | 2003 UX113           | 20 жовтня 2003    | Сокорро (Нью-Мексико)     | LINEAR                        |
| (174711) 2003 UK117 | 2003 UK117           | 21 жовтня 2003    | Сокорро (Нью-Мексико)     | LINEAR                        |
| (174712) 2003 UQ129 | 2003 UQ129           | 18 жовтня 2003    | Паломарська обсерваторія  | NEAT                          |
| (174713) 2003 UA133 | 2003 UA133           | 19 жовтня 2003    | Паломарська обсерваторія  | NEAT                          |
| (174714) 2003 UU136 | 2003 UU136           | 21 жовтня 2003    | Сокорро (Нью-Мексико)     | LINEAR                        |
| (174715) 2003 UM142 | 2003 UM142           | 18 жовтня 2003    | Станція Андерсон-Меса     | LONEOS                        |
| (174716) 2003 UV142 | 2003 UV142           | 18 жовтня 2003    | Станція Андерсон-Меса     | LONEOS                        |
| (174717) 2003 UU144 | 2003 UU144           | 18 жовтня 2003    | Станція Андерсон-Меса     | LONEOS                        |
| (174718) 2003 UD146 | 2003 UD146           | 18 жовтня 2003    | Станція Андерсон-Меса     | LONEOS                        |
| (174719) 2003 UP149 | 2003 UP149           | 20 жовтня 2003    | Сокорро (Нью-Мексико)     | LINEAR                        |
| (174720) 2003 UD151 | 2003 UD151           | 21 жовтня 2003    | Сокорро (Нью-Мексико)     | LINEAR                        |
| (174721) 2003 UF151 | 2003 UF151           | 21 жовтня 2003    | Сокорро (Нью-Мексико)     | LINEAR                        |
| (174722) 2003 UB158 | 2003 UB158           | 20 жовтня 2003    | Обсерваторія Кітт-Пік     | Spacewatch                    |
| (174723) 2003 UG159 | 2003 UG159           | 20 жовтня 2003    | Обсерваторія Кітт-Пік     | Spacewatch                    |
| (174724) 2003 UZ160 | 2003 UZ160           | 21 жовтня 2003    | Обсерваторія Кітт-Пік     | Spacewatch                    |
| (174725) 2003 UL162 | 2003 UL162           | 21 жовтня 2003    | Сокорро (Нью-Мексико)     | LINEAR                        |
| (174726) 2003 UX162 | 2003 UX162           | 21 жовтня 2003    | Сокорро (Нью-Мексико)     | LINEAR                        |
| (174727) 2003 UU168 | 2003 UU168           | 22 жовтня 2003    | Сокорро (Нью-Мексико)     | LINEAR                        |
| (174728) 2003 UB181 | 2003 UB181           | 21 жовтня 2003    | Сокорро (Нью-Мексико)     | LINEAR                        |
| (174729) 2003 UB182 | 2003 UB182           | 21 жовтня 2003    | Сокорро (Нью-Мексико)     | LINEAR                        |
| (174730) 2003 UJ182 | 2003 UJ182           | 21 жовтня 2003    | Паломарська обсерваторія  | NEAT                          |
| (174731) 2003 UH183 | 2003 UH183           | 21 жовтня 2003    | Паломарська обсерваторія  | NEAT                          |
| (174732) 2003 UN187 | 2003 UN187           | 22 жовтня 2003    | Сокорро (Нью-Мексико)     | LINEAR                        |
| (174733) 2003 UH188 | 2003 UH188           | 22 жовтня 2003    | Сокорро (Нью-Мексико)     | LINEAR                        |
| (174734) 2003 UO190 | 2003 UO190           | 23 жовтня 2003    | Обсерваторія Квістаберг   | Астероїдний огляд Уппсала-DLR |
| (174735) 2003 UV195 | 2003 UV195           | 20 жовтня 2003    | Обсерваторія Кітт-Пік     | Spacewatch                    |
| (174736) 2003 UB210 | 2003 UB210           | 23 жовтня 2003    | Станція Андерсон-Меса     | LONEOS                        |
| (174737) 2003 UR213 | 2003 UR213           | 24 жовтня 2003    | Сокорро (Нью-Мексико)     | LINEAR                        |
| (174738) 2003 UZ217 | 2003 UZ217           | 21 жовтня 2003    | Сокорро (Нью-Мексико)     | LINEAR                        |
| (174739) 2003 UX222 | 2003 UX222           | 22 жовтня 2003    | Сокорро (Нью-Мексико)     | LINEAR                        |
| (174740) 2003 UY228 | 2003 UY228           | 23 жовтня 2003    | Станція Андерсон-Меса     | LONEOS                        |
| (174741) 2003 UR230 | 2003 UR230           | 23 жовтня 2003    | Обсерваторія Кітт-Пік     | Spacewatch                    |
| (174742) 2003 UP231 | 2003 UP231           | 24 жовтня 2003    | Сокорро (Нью-Мексико)     | LINEAR                        |
| (174743) 2003 UA235 | 2003 UA235           | 24 жовтня 2003    | Сокорро (Нью-Мексико)     | LINEAR                        |
| (174744) 2003 UA237 | 2003 UA237           | 23 жовтня 2003    | Станція Андерсон-Меса     | LONEOS                        |
| (174745) 2003 UH241 | 2003 UH241           | 24 жовтня 2003    | Обсерваторія Галеакала    | NEAT                          |
| (174746) 2003 UE242 | 2003 UE242           | 24 жовтня 2003    | Сокорро (Нью-Мексико)     | LINEAR                        |
| (174747) 2003 UE253 | 2003 UE253           | 27 жовтня 2003    | Сокорро (Нью-Мексико)     | LINEAR                        |
| (174748) 2003 UX264 | 2003 UX264           | 27 жовтня 2003    | Сокорро (Нью-Мексико)     | LINEAR                        |
| (174749) 2003 UC265 | 2003 UC265           | 27 жовтня 2003    | Сокорро (Нью-Мексико)     | LINEAR                        |
| (174750) 2003 UR275 | 2003 UR275           | 29 жовтня 2003    | Каталінський огляд        | Каталінський огляд            |
| (174751) 2003 UQ276 | 2003 UQ276           | 30 жовтня 2003    | Сокорро (Нью-Мексико)     | LINEAR                        |
| (174752) 2003 UN281 | 2003 UN281           | 28 жовтня 2003    | Обсерваторія Галеакала    | NEAT                          |
| (174753) 2003 UH282 | 2003 UH282           | 29 жовтня 2003    | Станція Андерсон-Меса     | LONEOS                        |
| (174754) 2003 UA283 | 2003 UA283           | 29 жовтня 2003    | Станція Андерсон-Меса     | LONEOS                        |
| (174755) 2003 UN297 | 2003 UN297           | 16 жовтня 2003    | Обсерваторія Кітт-Пік     | Spacewatch                    |
| (174756) 2003 VN    | 2003 VN              | 1 листопада 2003  | Сокорро (Нью-Мексико)     | LINEAR                        |
| (174757) 2003 VK2   | 2003 VK2             | 5 листопада 2003  | Сокорро (Нью-Мексико)     | LINEAR                        |
| (174758) 2003 VX2   | 2003 VX2             | 14 листопада 2003 | Обсерваторія Столова Гора | Дж. Янґ                       |
| (174759) 2003 VT4   | 2003 VT4             | 15 листопада 2003 | Обсерваторія Кітт-Пік     | Spacewatch                    |
| (174760) 2003 VP9   | 2003 VP9             | 15 листопада 2003 | Паломарська обсерваторія  | NEAT                          |
| (174761) 2003 VX11  | 2003 VX11            | 3 листопада 2003  | Сокорро (Нью-Мексико)     | LINEAR                        |
| (174762) 2003 WV6   | 2003 WV6             | 18 листопада 2003 | Паломарська обсерваторія  | NEAT                          |
| (174763) 2003 WY9   | 2003 WY9             | 18 листопада 2003 | Обсерваторія Кітт-Пік     | Spacewatch                    |
| (174764) 2003 WK25  | 2003 WK25            | 21 листопада 2003 | Обсерваторія Дезерт-Мун   | Б. Стівенс                    |
| (174765) 2003 WZ25  | 2003 WZ25            | 19 листопада 2003 | Обсерваторія Кінґснейк    | Джон Маккласкі                |
| (174766) 2003 WZ27  | 2003 WZ27            | 16 листопада 2003 | Обсерваторія Кітт-Пік     | Spacewatch                    |
| (174767) 2003 WR28  | 2003 WR28            | 16 листопада 2003 | Обсерваторія Кітт-Пік     | Spacewatch                    |
| (174768) 2003 WK36  | 2003 WK36            | 19 листопада 2003 | Обсерваторія Кітт-Пік     | Spacewatch                    |
| (174769) 2003 WK43  | 2003 WK43            | 18 листопада 2003 | Паломарська обсерваторія  | NEAT                          |
| (174770) 2003 WS44  | 2003 WS44            | 19 листопада 2003 | Паломарська обсерваторія  | NEAT                          |
| (174771) 2003 WC45  | 2003 WC45            | 19 листопада 2003 | Паломарська обсерваторія  | NEAT                          |
| (174772) 2003 WP49  | 2003 WP49            | 19 листопада 2003 | Сокорро (Нью-Мексико)     | LINEAR                        |
| (174773) 2003 WF53  | 2003 WF53            | 20 листопада 2003 | Обсерваторія Кітт-Пік     | Spacewatch                    |
| (174774) 2003 WN55  | 2003 WN55            | 20 листопада 2003 | Сокорро (Нью-Мексико)     | LINEAR                        |
| (174775) 2003 WB56  | 2003 WB56            | 20 листопада 2003 | Сокорро (Нью-Мексико)     | LINEAR                        |
| (174776) 2003 WS62  | 2003 WS62            | 19 листопада 2003 | Обсерваторія Кітт-Пік     | Spacewatch                    |
| (174777) 2003 WB64  | 2003 WB64            | 19 листопада 2003 | Обсерваторія Кітт-Пік     | Spacewatch                    |
| (174778) 2003 WO80  | 2003 WO80            | 20 листопада 2003 | Сокорро (Нью-Мексико)     | LINEAR                        |
| (174779) 2003 WV82  | 2003 WV82            | 20 листопада 2003 | Сокорро (Нью-Мексико)     | LINEAR                        |
| (174780) 2003 WC92  | 2003 WC92            | 18 листопада 2003 | Паломарська обсерваторія  | NEAT                          |
| (174781) 2003 WT92  | 2003 WT92            | 19 листопада 2003 | Станція Андерсон-Меса     | LONEOS                        |
| (174782) 2003 WD95  | 2003 WD95            | 19 листопада 2003 | Станція Андерсон-Меса     | LONEOS                        |
| (174783) 2003 WY96  | 2003 WY96            | 19 листопада 2003 | Станція Андерсон-Меса     | LONEOS                        |
| (174784) 2003 WN98  | 2003 WN98            | 20 листопада 2003 | Паломарська обсерваторія  | NEAT                          |
| (174785) 2003 WS106 | 2003 WS106           | 21 листопада 2003 | Паломарська обсерваторія  | NEAT                          |
| (174786) 2003 WB111 | 2003 WB111           | 20 листопада 2003 | Сокорро (Нью-Мексико)     | LINEAR                        |
| (174787) 2003 WE120 | 2003 WE120           | 20 листопада 2003 | Сокорро (Нью-Мексико)     | LINEAR                        |
| (174788) 2003 WN120 | 2003 WN120           | 20 листопада 2003 | Сокорро (Нью-Мексико)     | LINEAR                        |
| (174789) 2003 WN121 | 2003 WN121           | 20 листопада 2003 | Сокорро (Нью-Мексико)     | LINEAR                        |
| (174790) 2003 WZ123 | 2003 WZ123           | 20 листопада 2003 | Сокорро (Нью-Мексико)     | LINEAR                        |
| (174791) 2003 WX126 | 2003 WX126           | 20 листопада 2003 | Сокорро (Нью-Мексико)     | LINEAR                        |
| (174792) 2003 WO133 | 2003 WO133           | 21 листопада 2003 | Сокорро (Нью-Мексико)     | LINEAR                        |
| (174793) 2003 WU136 | 2003 WU136           | 21 листопада 2003 | Сокорро (Нью-Мексико)     | LINEAR                        |
| (174794) 2003 WM139 | 2003 WM139           | 21 листопада 2003 | Сокорро (Нью-Мексико)     | LINEAR                        |
| (174795) 2003 WN145 | 2003 WN145           | 21 листопада 2003 | Сокорро (Нью-Мексико)     | LINEAR                        |
| (174796) 2003 WC146 | 2003 WC146           | 21 листопада 2003 | Обсерваторія Кітт-Пік     | Spacewatch                    |
| (174797) 2003 WL146 | 2003 WL146           | 23 листопада 2003 | Каталінський огляд        | Каталінський огляд            |
| (174798) 2003 WQ147 | 2003 WQ147           | 23 листопада 2003 | Обсерваторія Кітт-Пік     | Spacewatch                    |
| (174799) 2003 WX156 | 2003 WX156           | 29 листопада 2003 | Обсерваторія Кітт-Пік     | Spacewatch                    |
| (174800) 2003 WV159 | 2003 WV159           | 30 листопада 2003 | Обсерваторія Кітт-Пік     | Spacewatch                    |